# Cécile Miletto Mosti
Pour les articles homonymes, voir Mosti.
Cécile Miletto Mosti est une cavalière et une éleveuse de chevaux d'endurance franco-italienne. Elle est vice-championne du monde de cette discipline par équipe en 2010. Elle s'est établie à Nîmes.

## Carrière sportive
En février 2011, elle termine onzième de la CEI 3* President Cup d’Abou Dabi, signant l'une des meilleures performances françaises de cette course. 
Elle décroche ensuite le CEI 3* de Fontainebleau, une course de 160 km qualificative pour les championnats du monde, en mars 2012. En mai 2012, son cheval et elle chutent lourdement lors d’un entraînement sur la plage des Saintes-Maries-de-la-Mer, ce qui lui vaut quatre jours de coma, des problèmes de mémoire et six mois de rééducation. 

## Activité d'élevage
Elle dirige avec son mari le mas d'Armani, considéré comme l'un des meilleurs élevages français de chevaux d'endurance. L'émir de Dubaï Mohammed ben Rachid Al Maktoum a acheté son cheval Dynamik en 2001, qui a remporté avec son mari Laurent Mosti le championnat de France d'endurance de 1999, alors qu'elle validait à l'époque son diplôme d'infirmière ; ce cheval a été rendu à leur élevage en 2006, pour sa mise à la retraite.
En octobre 2020, elle monte son cheval d'élevage Excalibur Larzac, qui est sacré meilleur jeune cheval français d'endurance de 6 ans. En 2023, c'est au tour de son cheval Imperator Larzac, fils du précédent, d'être sacré champion de France des 5 ans. Le magazine L'Éperon la décrit (en 2023) comme une « figure bien connue de l'endurance ».